# Станкевич, Александр Владимирович
Алекса́ндр Влади́мирович Станке́вич (2 (14) сентября 1821, Воронежская губерния — 27 июля (9 августа) 1912, Воронежская губерния) — русский писатель, литературный критик; биограф и издатель литературного наследия Т. Н. Грановского; брат мыслителя Николая Владимировича Станкевича.

## Биография
Родился 2 (14) сентября 1821 года в селе Удеревка Бирюченского уезда Воронежской губернии. Происходил из украинского дворянского рода Станкевичей. Отец — Владимир Иванович Станкевич (предводитель дворянства Острогожского уезда в 1837—1841 годах). В семье было 9 детей.
Сначала вместе с братом Иваном (1820—1907) был помещён в частный пансион Фёдорова в Воронеже, а в 1832 году — в частный пансион профессора Павлова. Посещал заседания кружка старшего брата Николая, а после его смерти составил собственный кружок московской творческой интеллигенции (Б. Чернышёвский пер.): И. Забелин, С. Соловьёв, Н. Рубинштейн, П. Чайковский и многие другие.
Учился на историко-филологическом факультете Харьковского университета; ещё в 1840—1841 учебном году был студентом, но до окончания полного курса был вынужден оставить университет из-за обнаружившихся у него признаков чахотки, которая прежде уже свела в могилу его старшего брата. По предписанию врачей отправился в Одессу, климат которой восстановил его здоровье. Затем некоторое время жил в Санкт-Петербурге, где близко сошёлся с молодым Н. А. Некрасовым, жил с ним в одной квартире и по его предложению начал пробовать себя в литературной деятельности, написав несколько повестей, которые впоследствии относился как к «грехам юности», незаслуживаюшим никакого внимания.
В 1869—1876 годах был гласным Московской городской думы.
В 1860-х годах был членом Воронежского губернского по крестьянским делам присутствия, в 1870-х гг. — старшиной потомственных дворян в Московской думе и почётным мировым судьей в Москве. Многие годы состоял членом попечительского совета Московского училища живописи, ваяния и зодчества, входил в совет Арнольдо-Третьяковского училища глухонемых.
Был крупным землевладельцем и владел поместьем Курлак в Воронежской губернии, где проводил летние месяцы; зимой жил в Москве — в собственном доме, в Большом Чернышевском (ныне Вознесенском) переулке.
Страстью А. В. Станкевича было коллекционирование картин и редких книг. Он собрал ценную коллекцию полотен итальянских и голландских мастеров живописи, многие шедевры привёз из путешествий по Европе. В его библиотеке было свыше 4500 томов редких книг по истории, литературе, политэкономии, языкознанию. Значительную её часть составляли зарубежные издания XVI—XVIII веков. Его коллекцию после смерти унаследовала племянница, жена Г. Н. Габричевского, Елена Васильевна Габричевская.
Умер 27 июля (9 августа) 1912 года «около 4-х часов утра, родовом своём имении Новый Курлак» в Воронежской губернии, от брюшного тифа. Был похоронен в Москве на Пятницком кладбище вместе с женой.

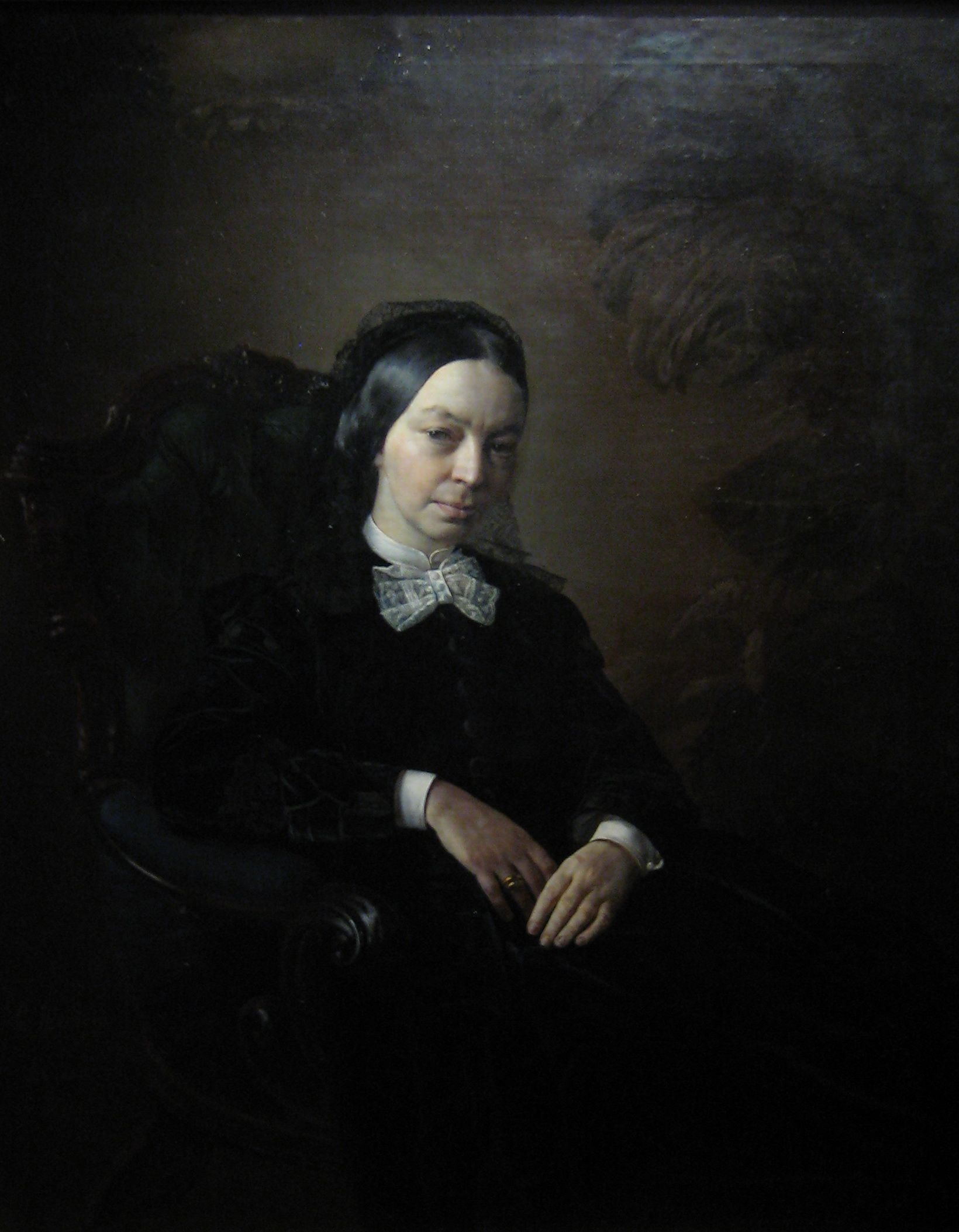
Елена Константиновна Станкевич

В 1840—1850-х годах А. В. Станкевич публиковался в журналах «Современник», «Русский вестник», различных литературных альманахах. Среди его сочинений: «Вечерние визиты» (повесть, «Литературная Газета», 1846, за подписью Ф. Ф. Ф.); «Из записок дорожного человека» («Русский Вестник», за подписью Ященко); «Фомушка» (повесть, «Литературный Сборник», изд. ред. «Современника», 1849); «Ипохондрик» (повесть, «Современник», 1848); «Идеалист», (повесть, альманах «Комета», 1851); «Из переписки двух барышень» (сборник «Для легкого чтения», 1856); ряд рецензий и критических статей в «Атенее», «Московских Ведомостях», «Вестнике Европы» и других изданиях. В числе его рецензий: «Каренина и Левин» — на произведение Л. Н. Толстого; «Три безсилия» — на книгу Вл. Соловьёва «Три силы». как отмечал автор его некролога: «он показал себя тонким критиком не в одной литературе: не менее тонко он ценил людей, мнения и события».
Им была составлена и издана биография Т. Н. Грановского (М.: тип. Грачева и К°, 1869. — X, 306 с.; 2-е изд., доп. — М., 1897; 3-е изд., (посмерт.). — М.: т-во тип. А. И. Мамонтова, 1914. — [2], VI, 312 с.), которую начал составлять П. Н. Кудрявцев Но вдова Грановского, зная ненадёжность здоровья Кудрявцева, перед своей кончиной письменно выразила желание, чтобы в случае болезни или смерти биографа этот труд взял на себя Станкевич, что и произошло.
С 1851 года был женат на Елене Константиновне Бодиско (1824—1904) — сестре Константина и Василия Константиновичей Бодиско; племяннице декабристов Бориса и Михаила Андреевичей Бодиско.